# Thomas Evenson
Pour les articles homonymes, voir Evenson (homonymie).
Thomas « Tom » Evenson (né le 9 janvier 1910 à Manchester et décédé le 28 novembre 1997) est un athlète britannique spécialiste du fond. Affilié aux Salford Harriers, il mesurait 1,70 m pour 60 kg.

## Biographie

### Palmarès
| Date | Compétition                  | Lieu                 | Résultat | Épreuve         | Performance   |
| ---- | ---------------------------- | -------------------- | -------- | --------------- | ------------- |
| 1930 | Cross des nations            | Royal Leamington Spa | 1er      | Cross-country   |               |
| 1930 | Jeux de l'Empire britannique | Hamilton             | 5e       | 3 miles         | 14 min 29 s 6 |
| 1930 | Jeux de l'Empire britannique | Hamilton             | 3e       | 6 miles         |               |
| 1932 | Cross des nations            | Bruxelles            | 1er      | Cross-country   |               |
| 1932 | Jeux olympiques d'été        | Los Angeles          | 2e       | 3 000 m steeple | 10 min 46 s 0 |

### Records
| Épreuve         | Performance   | Lieu | Date |
| --------------- | ------------- | ---- | ---- |
| 3 000 m steeple | 9 min 18 s 8  |      | 1932 |
| 2 miles steeple | 10 min 13 s 8 |      | 1932 |
| 3 miles         | 14 min 26 s 4 |      | 1932 |
| 5 000 m         | 14 min 54 s 8 |      | 1931 |